# 王俊杰
王 俊杰（おう しゅんけつ 英語: Keyvin Wong Chun Kit）は、香港の時事評論家であり、元『学苑』副総編集長。
香港行政長官の梁振英から名指しで批判されたことがある。

## 人物概要
彼は香港道教聯合会鄧顕記念中学および恒生商学書院で学び、その後香港大学経済学部に進学し、副専攻として政治と中国文学を学んだ。
2015年1月18日の香港電台の番組『城市論壇』において、王俊杰は游清源、親建制派の青年民建連主席・周浩鼎、および馮煒光と共に、『香港民族論』の内容について激しく議論を交わした。その中で王は、周に対して「中港関係はまるで盲婚啞嫁（見合い結婚）だ。もし自分が蔣麗芸と結婚させられることになったら、彼は忠誠を誓えるのか」と問い詰めた。

## 参考資料
1. ↑  “馮煒光王俊杰爭論「港獨」”. 2015年1月18日時点のオリジナルよりアーカイブ。2015年2月28日閲覧。